# Список эпизодов телесериала «Зайцев+1»
«Зайцев+1» — российский комедийный сериал, транслировавшийся на телеканале ТНТ с 11 апреля 2011 года по 6 февраля 2014 года.

## Список серий
| Сезон | Сезон | Эпизоды | Выход в эфир            | Режиссёр          |
| ----- | ----- | ------- | ----------------------- | ----------------- |
|       | 1     | 24      | 11.04.2011 — 24.05.2011 | Максим Пежемский  |
|       | 2     | 20      | 03.09.2012 — 04.10.2012 | Всеволод Бродский |
|       | 3     | 16      | 13.01.2014 — 06.02.2014 | Михаил Старчак    |

### 1 сезон (2011)
24 серии
| 1  | Студент-очкарик Саша Зайцев влюблён в сокурсницу, самую красивую девушку института. А ещё у него есть две проблемы — он не может управлять своим либидо, потому что оно сбежало, когда ему было 6 лет, и раздвоение личности, которое он не может контролировать. Саша Зайцев достает билеты на модный мюзикл «Детройт» и хочет пригласить Настю. | 11 апреля (Россия) 30 января 2012 (Украина)       |  |  |  |  |
|    | |                                                   |  |  |  |  |
| 2  | Чтобы попасть на вечеринку Саше Зайцеву приходится купить траву, после чего ему в голову влетает пробка из под шампанского и тут внезапно появляется его второе я — Фёдор, которого из окружающих никто и не видит. Фёдор совсем другой, поэтому Зайцев сразу же меняется в поведении, становится грубым, похотливым, агрессивным и очень любящим женщин в теле. | 12 апреля 2011 (Россия) 31 января 2012 (Украина)  |  |  |  |  |
|    | |                                                   |  |  |  |  |
| 3  | Настя уезжает, и Саша Зайцев просится последить за её собакой, чтобы хоть как-то войти в доверие к своей любимой. Казалось бы, что сложного проследить за маленькой собачкой, но у Зайцева и с этим возникли трудности, её съели. Коля и Саша решают своровать другую собаку в магазине. Позже Саша узнаёт про ошейник и идёт ночью на кладбище(там Фёдор и устроил сторожу "вкусный прием по-собачьи"). По возвращении Настя и не заметила подмены, но вот друзья сразу поняли, где промахнулись. | 13 апреля (Россия) 1 февраля 2012 (Украина)       |  |  |  |  |
|    | |                                                   |  |  |  |  |
| 4  | Саша Зайцев решает взять машину в кредит, потому что Настя сказала, что тут же отдастся. Он сдаёт на права и мама подгоняет ему авто Daewoo Matiz, да не простое, теперь ему нужно как-то затюнинговать машину. Тюнинг машины прошёл успешно, правда выглядит она весьма своеобразно, но за 1000 рублей трудно желать большего. После он врезался в Lexus LX и тут появился Фёдор, который и угнал машину.                                                                                         | 14 апреля (Россия) 2 февраля 2012 (Украина)       |  |  |  |  |
|    | |                                                   |  |  |  |  |
| 5  | Настя и Илья хотели вместе поехать на отдых, но в самый последний момент Илья передумал ехать. Саша Зайцев бы с удовольствием поехал с ней, но Настя отдала билет Сауткиной. Теперь у него две проблемы — как достать этот билет и где быстро сделать загранпаспорт, без вмешательства Фёдора не обойтись. Настя узнаёт, что билет у Зайцева, и отдаёт Нурминской. Саша пытается уйти, но Фёдор придерживается иного мнения.                                                                       | 18 апреля (Россия) 5 февраля 2012 (Украина)       |  |  |  |  |
|    | |                                                   |  |  |  |  |
| 6  | Зайцева выгоняют из универа и ему нужно как-то откосить от армии, в этом ему помогает друг Коля со своими дурацкими идеями. Саша приходит в гости к Нурминской и тут Фёдор не должен упустить свой момент. В результате чего, Сашу восстанавливают в универе, а позже показывается причина изгнания из универа и виноватых за изгнание. | 19 апреля (Россия) 6 февраля 2012 (Украина)       |  |  |  |  |
|    | |                                                   |  |  |  |  |
| 7  | Зайцев, сам того не понимая, пообещал Насте подарить шубу, ему приходится работать днём и ночью, чтобы накопить денег. В итоге начальник денег не даёт. За дело берется наглый и решительный Федор. | 20 апреля (Россия) 7 февраля 2012 (Украина)       |  |  |  |  |
|    | |                                                   |  |  |  |  |
| 8  | Насте нравятся сильные парни, и Зайцев решает ходить в тренажерный зал. Мама Саши видит, что сын поздно приходит и постоянно уставший, плохо ест и она думает, что он наркоман и его нужно лечить. | 21 апреля (Россия) 8 февраля 2012 (Украина)       |  |  |  |  |
|    | |                                                   |  |  |  |  |
| 9  | Зайцев решил признаться Насте в любви и написал ей об этом, только признание это попало не к ней, а к гею. Настя думает, что Саша такой же, а так как она всегда мечтала иметь друга-гея, то предлагает Саше совместную прогулку. | 25 апреля 2011 (Россия) 11 февраля 2012 (Украина) |  |  |  |  |
|    | |                                                   |  |  |  |  |
| 10 | В университет приехала группа студентов по обмену. Зайцеву досталась спортсменка-метательница ядра из Франции. Она думает, что Саша домогается её и очень недовольна этим, но после появления Фёдора все меняется. Позже она избивает его друга. | 26 апреля 2011 (Россия) 12 февраля 2012 (Украина) |  |  |  |  |
|    | |                                                   |  |  |  |  |
| 11 | У Насти сломался компьютер, и Коля говорит, что Зайцев очень хорошо разбирается в технике. Настя приглашает его починить компьютер, но тут внезапно домой приходит Илья и Хомяковы, да ещё к тому же и родители Насти. | 27 апреля 2011 (Россия) 13 февраля 2012 (Украина) |  |  |  |  |
|    | |                                                   |  |  |  |  |
| 12 | У Коли возникла идея, чтобы Саша устроил Насте романтическое свидание у него дома. Но Настя просто так не пойдет к нему домой, и Зайцеву приходится придумать про вечеринку для всей группы. Слух этот распространился очень быстро и всю романтику нарушили милиция(Федор их послал) и однокурсники. | 28 апреля 2011 (Россия) 14 февраля 2012 (Украина) |  |  |  |  |
|    | |                                                   |  |  |  |  |
| 13 | Настя снова ссорится с Ильёй, и Саша удваивает свои ухаживания за Настей. Но похоже, что советы из глянцевых журналов, на которых строятся все Колины идеи, — не работают. В дело вступает Женя, коллега Саши по работе. | 3 мая 2011 (Россия) 18 февраля 2012 (Украина)     |  |  |  |  |
|    | |                                                   |  |  |  |  |
| 14 | Саша просыпается на лестнице около двери в свою квартиру. Где находится Сашина сумка, в которой лежала стипендия всей группы, Зайцев не догадывается. Он начинает расследование и выясняет, что натворил Фёдор и куда делись деньги... | 4 мая 2011 (Россия) 19 февраля 2012 (Украина)     |  |  |  |  |
|    | |                                                   |  |  |  |  |
| 15 | Настя узнает, что Саша работает в салоне сотовой связи. Саша выдает себя за директора салона и дарит Насте дорогой телефон. Настя соглашается пойти с ним в ресторан. Чтобы заработать денег на свидание, Саше приходится устроиться охранником в салон красоты, где работает его мама. | 5 мая 2011 (Россия) 20 февраля 2012 (Украина)     |  |  |  |  |
|    | |                                                   |  |  |  |  |
| 16 | Саша приглашает Настю на ежегодную вечеринку «White party» — вход только в белой одежде. Саша не проходит дресс-код. | 10 мая 2011 (Россия) 21 февраля 2012 (Украина)    |  |  |  |  |
|    | |                                                   |  |  |  |  |
| 17 | Сауткина решает выйти замуж и приглашает Настю свидетельницей. Как говорит Коля, «чтобы свадьба удалась, свидетель со свидетельницей обязательно должны переспать». На роль свидетеля уже приглашен Илья — парень Насти и друг жениха. Коля и Фёдор исправляют положение, но на свадьбе Зайцева ждёт сюрприз в лице Нурминской. | 11 мая 2011 (Россия) 26 февраля 2012 (Украина)    |  |  |  |  |
|    | |                                                   |  |  |  |  |
| 18 | В университете появляется новенькая — симпатичная девушка по имени Вика, в которую сразу влюбляется Коля. Саша пытается помочь Коле привлечь внимание красавицы, но внезапно появляется Фёдор и все портит. Зайцев рассказывает Коле про Фёдора. | 12 мая 2011 (Россия) 27 февраля 2012 (Украина)    |  |  |  |  |
|    | |                                                   |  |  |  |  |
| 19 | Коля убеждает Сашу записаться на курсы «пикапа» — соблазнения девушек. Тренером на этих курсах оказывается Настин парень Илья. Тем временем, Сашина мама решает взять инициативу в свои руки. Она ищет среди своих подруг опытную женщину, которая должна помочь сыну расстаться с девственностью. | 16 мая 2011 (Россия) 28 февраля 2012 (Украина)    |  |  |  |  |
|    | |                                                   |  |  |  |  |
| 20 | После очередной вечеринки Настя застает Илью в постели с Нурминской. Настя в бешенстве, клянётся отомстить Илье за предательство и переспать с первым встречным, которым оказался Зайцев. | 17 мая 2011 (Россия) 29 февраля 2012 (Украина)    |  |  |  |  |
|    | |                                                   |  |  |  |  |
| 21 | Во время сессии к Насте приезжает младшая сестра девушка-панк Надя. Насте некогда ею заниматься, и Саша вызывается погулять с Надей. Надя влюбляется в Сашу и остаётся в гостях у сестры ещё на месяц. | 18 мая 2011 (Россия) 4 марта 2012 (Украина)       |  |  |  |  |
|    | |                                                   |  |  |  |  |
| 22 | Резкий отказ Насти на приглашение пойти с Сашей на концерт становится для него последней каплей. Саша шлет её куда подальше, и его поведение кардинально меняется. Саша становится смелым и агрессивным. А Фёдор, наоборот, становится мягким и ранимым. Коля пытается помочь Фёдору. | 19 мая 2011 (Россия) 5 марта 2012 (Украина)       |  |  |  |  |
|    | |                                                   |  |  |  |  |
| 23 | Магнитные бури обостряют Сашину проблему. Теперь Фёдор может появиться в любой момент, и Саша теряет контроль над своим состоянием, между ними — настоящая война. Саша ищет помощи у психолога. | 23 мая 2011 (Россия) 6 марта 2012 (Украина)       |  |  |  |  |
|    | |                                                   |  |  |  |  |
| 24 | У Насти пропадает собака, кто-то ломает её телефон, её выгоняют из института, парень изменяет с лучшей подругой, вдобавок ко всему кто-то поцарапал её машину. В этот момент появляется Саша Зайцев, который решает все Настины проблемы. Оказалось, Зайцев пытался завоевать Настю, а все проблемы подстроил Фёдор. В конце серии Настя целует Сашу. | 24 мая 2011 (Россия) 11 марта 2012 (Украина)      |  |  |  |  |
|    | |                                                   |  |  |  |  |

### 2 сезон (2012)
20 серий
| 25 | Зайцеву запрещает встречаться с Настей её отец, из-за чего просыпается Федор и ставит папашу на место. На следующий день папа Насти дает Саше последний шанс - Зайцеву необходимо заработать миллион, чтобы доказать свою состоятельность. Но есть одно условие - Настя ничего не должна знать об этом уговоре. | 3 сентября  |  |  |  |  |
|    | |             |  |  |  |  |
| 26 | Саше срочно нужно найти миллион, чтобы быть с Настей. Коля предлагает ему взять кредит в банке. Настю, тем временем, зовет на встречу выпускников её одноклассник Марат. Над Ильей, тем временем, нависла угроза - неизвестный собирается выложить в сеть компрометирующий ролик. Илья теперь хочет подружиться с Зайцевым, чтобы тот помог ему вычислить злоумышленника, и для этого отправляется с ним в бар смотреть футбольный матч.                   | 4 сентября  |  |  |  |  |
|    | |             |  |  |  |  |
| 27 | Из Сотониста уволили бухгалтера, и теперь вся отчетность ложится на плечи Зайцева. К Коле, тем временем, приехал одноклассник Зураб, которого недавно амнистировали, и теперь он хочет организовать какой-нибудь бизнес. В результате Коля, Саша и Игорь оказались втянуты в махинации с бракованными телефонами и теперь им грозит тюрьма. | 5 сентября  |  |  |  |  |
|    | |             |  |  |  |  |
| 28 | В супермаркете Саше на сдачу дают лотерейный билет. Стерев защитный слой, он выбрасывает его в мусорку. Позже на работе его бьет током, и дальше реальность делится на две. В одной остается Саша, а в другой хозяйничает Федор. Тем временем выясняется, что Сашин лотерейный билет сорвал джек пот и они с Федором отправляются за ним... | 6 сентября  |  |  |  |  |
|    | |             |  |  |  |  |
| 29 | По поручению ректора Зайцеву предстоит провести конкурс красоты среди толстух. Нурминская отказывается в нём участвовать, т.к. уверена, что её фигура идеальна. А Настя, наоборот, уплетает пирожки за обе щеки, чтобы прибавить в весе, т.к. думает, что Саше нравятся толстушки. | 10 сентября |  |  |  |  |
|    | |             |  |  |  |  |
| 30 | Крекотень и Нурминская уже месяц вместе, но до сих пор не занимались "этим". Коля предлагает Зайцеву очередную идею, как заработать миллион - для программы «Секс с Тарзаном» срочно нужен мужчина с маленьким достоинством. За участие в программе как раз должны заплатить миллион. Но Зайцев отказывается участвовать, но зато Крекотень с удовольствием соглашается...                                                                                 | 11 сентября |  |  |  |  |
|    | |             |  |  |  |  |
| 31 | Очередная идея от Коли, как заработать миллион. На этот раз он собрался продавать землю и уже нашёл одного крупного заказчика. Но Зайцеву все это уже надоело, и он решил высказать это отцу Насти, но в итоге Фёдор высказывает все самой Насте. | 12 сентября |  |  |  |  |
|    | |             |  |  |  |  |
| 32 | Лена уже долгое время не занималась сексом, т.к. в гостинице, где она работает, вообще нет мужчин. В эту гостиницу устраивается Коля, чтобы сблизиться с Леной. В первую же ночь Лена хочет уехать к своему парню и просит Колю её подменить, но Коля уснул, и постояльцы выходили из гостиницы не расплатившись. Огромный долг хозяйка гостиницы повесила на Лену с Колей, и Коля, чтобы вернуть деньги, решил сдать президентский люкс Зайцеву с Настей. | 13 сентября |  |  |  |  |
|    | |             |  |  |  |  |
| 33 | Папа Насти снова пытается разрушить отношения Насти и Саши — на сей раз он предлагает Саше/Фёдору 100 000 долларов, которые второй охотно берет и едет с Нурминской в Лас-Вегас. Позже Саша просыпается уже в обратном самолёте. А по прибытии домой он попадает на собственные похороны. | 17 сентября |  |  |  |  |
|    | |             |  |  |  |  |
| 34 | Настя собирается на вечеринку, где сто самых стильных людей столицы. Ей должен прислать платье её дизайнер. Настя говорит, чтоб Саша забрал её платье. Тем временем Сауткина тоже идёт на вечеринку и ей тоже должен прислать платье дизайнер. Сауткина говорит, чтоб Илья забрал её платье. Коля пачкает платье Насти, а Илья примерил платье Сауткиной.                                                                                                  | 18 сентября |  |  |  |  |
|    | |             |  |  |  |  |
| 35 | У Саши с Настей два месяца отношений, и Саша не знает, что подарить. На помощь приходит Коля и Настина страничка в соцсети, где рассказано все о её увлечениях. У Саши нет выбора, кроме как подарить девушке выступление её любимого артиста Богдана Титомира. | 19 сентября |  |  |  |  |
|    | |             |  |  |  |  |
| 36 | Саша и Настя хотят улететь в Амстердам вдвоём, а Коля хочет лететь с ними. Свои планы и у Фёдора. | 20 сентября |  |  |  |  |
|    | |             |  |  |  |  |
| 37 | Настя попросила Сашу отвести её машину на техосмотр, но из-за Коли он сбивает, сбежавшего из зоопарка, страуса, по кличке Ленин. Теперь им надо найти 30 тыс. руб. на починку фары. У Нурминской и у Сауткиной день рождения одновременно, теперь каждая из них пытается придумать что-нибудь, чтобы пригласить к себе на праздник больше одногруппников.                                                                                                  | 24 сентября |  |  |  |  |
|    | |             |  |  |  |  |
| 38 | Сашина мама хочет сдружиться с Настей, а Настя думает, что она хочет выжить её из квартиры. Фёдор хочет в хоккей и пригласил с собой Колю, но сумку с деньгами Сашина мама отдала сыну своей подруги, Антошке. | 25 сентября |  |  |  |  |
|    | |             |  |  |  |  |
| 39 | Настя начала ходить на кулинарные курсы. Саша ревнует и отправляет Колю проследить за нею. Нурминская хочет новую квартиру, но для этого ей нужен муж. | 26 сентября |  |  |  |  |
|    | |             |  |  |  |  |
| 40 | Лена и Миша снова вместе, Коля расстроен. Саша предлагает Коле позвать на свидание Лену со сцены. Лене приходит SMS от бывшей Миши, что она беременна от него. | 27 сентября |  |  |  |  |
|    | |             |  |  |  |  |
| 41 | Коля всё ещё глубоко переживает разрыв с Леной, Настя просит модель, которая должна её отцу за карьеру, начать встречаться с Колей. Вадим Крекотень отключил интернет на работе, Женя и Игорь играют в Игореву приставку «волк ловит яйца» по очереди, придумывая друг другу желания за очередь. | 1 октября   |  |  |  |  |
|    | |             |  |  |  |  |
| 42 | Когда-то Коля отправил заявку на поиск отца на «Дайте слово» от Сашиного имени. Найден Сашин папа. Хомяковых отчислили из института, теперь они пытаются всеми силами откосить от армии. | 2 октября   |  |  |  |  |
|    | |             |  |  |  |  |
| 43 | Настя с Сашей поспорила что сможет справиться с его работой лучше него, она устраивается работать в Сотонисте и её карьера резко идёт в гору, что вызывает недовольство у остальных работников. Сашина мама пытается выяснить, откуда берётся вода у неё на кухне. | 3 октября   |  |  |  |  |
|    | |             |  |  |  |  |
| 44 | Фёдору надоел Саша, а Саше надоел Фёдор. Они оба просят психолога убрать своего нагнетателя,психолог предлагает им совершенно новый аппарат, но он не протестирован. Оба соглашаются рискнуть. | 4 октября   |  |  |  |  |
|    | |             |  |  |  |  |

### 3 сезон (2014)
16 серий
| 45 | Саша приходит в себя в больнице после пятилетней комы. За это время его мама стала жить с Вадимом Крекотенем, Коля стал геем, любовником Игоря и телеведущим «Дома-3», а Настя родила от Ильи. В конце Саша выясняет, что это сон, и побеждает Фёдора.                                                            | 13 января |  |  |  |  |
|    | |           |  |  |  |  |
| 46 | Настя не выходит на связь, и Саша пытается перехватить её до вылета в Лондон. Коля звонит с телефона Ильи в Шереметьево и Домодедово и сообщает о контрабандной иконе, чтобы выиграть время. Ведь друзья не знают, откуда вылетает Настя.                                                                         | 14 января |  |  |  |  |
|    | |           |  |  |  |  |
| 47 | Спустя 15 лет в семью Зайцевых возвращается отец Олег. Оказывается, что он, как и Саша, страдает раздвоением личности и периодически превращается в Жору – гедониста и дамского угодника . | 15 января |  |  |  |  |
|    | |           |  |  |  |  |
| 48 | Сашиному отцу грозит тюремный срок. Саше с Колей надо уговорить Илью, чтобы тот попросил своего отца, владельца банка, забрать заявление. Однако это только начало цепи взаимных услуг, которая ведет к ректору, его дочке, Максу +100500, Игорю из «Сотониста» и... Жоре!                                        | 16 января |  |  |  |  |
|    | |           |  |  |  |  |
| 49 | Альтер эго Сашиного отца, Жора, берет обещание с психолога, что тот поможет вернуть Сашу к жизни. Но для этого Жоре с Колей предстоит выкрасть тело Саши из больницы. А в «Сотонист» залетает предвестник смерти - воробей. Пока Вадим, Женя и Игорь пытаются его убить, Жора и Коля спасают жизнь Саше и Фёдору. | 20 января |  |  |  |  |
|    | |           |  |  |  |  |
| 50 | Федор обещает Саше порвать с Нурминской при условии, что Саша больше не будет пытаться от него избавиться. Но Нурминская оказывается беременной. У Ильи дела и того хуже - сразу три девушки утверждают, что беременны от него.                                                                                   | 21 января |  |  |  |  |
|    | |           |  |  |  |  |
| 51 | Саша помогает отцу искупить вину перед мамой, Коля пытается соблазнить первокурсницу, Илья хочет сбагрить беременную Нурминскую Федору за 100 тысяч долларов, а за Жорой приходят монголы. И все это происходит в один вечер в Сашиной квартире.                                                                  | 22 января |  |  |  |  |
|    | |           |  |  |  |  |
| 52 | Саше выпадает шанс увидеть Настю на юбилее отца, где Коля работает шутом. А Игорь, чтобы уйти пораньше с работы на халтуру, врет Вадиму по поводу болезни бабушки. Но Вадим решает все проверить и идет с ним домой.                                                                                              | 23 января |  |  |  |  |
|    | |           |  |  |  |  |
| 53 | Чтобы развеять Сашу, Коля вытягивает его на свидание в бар в подмосковной глуши. Но милые на первый взгляд девушки оказываются с сюрпризом. Салават и Вадим на банкете в этом же баре соперничают за должность в головном офисе «Сотониста».                                                                      | 27 января |  |  |  |  |
|    | |           |  |  |  |  |
| 54 | Колю, Федора и стриптизершу тормозит гаишник, чтобы те побыли понятыми при досмотре машины Настиного отца, в которой гаишник находит пакет с белым веществом. | 28 января |  |  |  |  |
|    | |           |  |  |  |  |
| 55 | Настя втайне от Саши встречается с англичанином, чтобы порвать с ним отношения. Саша втайне от Насти встречается с её мамой, которую он застал с личным тренером. В эту паутину лжи оказываются втянуты Коля, Лена и Игорь, но благодаря Федору Настя остается с Сашей.                                           | 29 января |  |  |  |  |
|    | |           |  |  |  |  |
| 56 | Саша решительно настроен не позволить Федору отметить своё 15-летие, однако обстоятельства против него: ему нужно починить электричество в «Сотонисте», отвезти дедушке музыкальные тарелки и сходить с Настей на фотосессию. К тому же обиженный на Фёдора Илья жаждет ему отомстить...                          | 30 января |  |  |  |  |
|    | |           |  |  |  |  |
| 57 | Зайцев и Коля борются за жизнь редкой рыбы Настиного отца. Семейство Ляпиных попадает в ДТП с машиной Ильи. А Фёдор устраивает девичник. | 3 февраля |  |  |  |  |
|    | |           |  |  |  |  |
| 58 | Действие серии происходит в 1998 году и дает ответы на многие вопросы: куда делась шевелюра Крекотеня, откуда у него появился «Харлей Дэвидсон», почему Илья бросил танцы, откуда у Фёдора любовь к толстушкам.                                                                                                   | 4 февраля |  |  |  |  |
|    | |           |  |  |  |  |
| 59 | Коля и его команда КВН помогают Саше организовать эффектное предложение Насте на колесе обозрения, но в кульминационный момент все переворачивается вверх дном. Естественно, не обходится без Фёдора. И даже появляется Нурминская. Но, несмотря на все препятствия, у Саши всё получается.                       | 5 февраля |  |  |  |  |
|    | |           |  |  |  |  |
| 60 | Игорь и Вадим собираются встречать анти-Новый год, семья Нурминских отправляется в супермаркет на распродажу, Илья с Хомяковым готовится к полету на Кубу, Саша с Настей, мамой, Леной и Колей хотят отпраздновать Новый год дома. Все планы героев рушатся.                                                      | 6 февраля |  |  |  |  |